# Mustafa Azadzoy
Mustafa Azadzoy (Kabul, 24 luglio 1992) è un calciatore afghano, centrocampista del Frisia Wilhelmshaven e della nazionale afghana.

## Carriera

### Club
Formatosi nel VfL Oldenburg, passa nel 2011 al VfB Oldenburg, società con cui milita in prima e seconda squadra. Nel 2013 viene ceduto al TB Uphusen. Nel 2016 passa ai thailandesi del Nara United. Nel 2017 passa al Chainat. Nel 2018 milita nel Chiangrai Utd, per poi trasferirsi al Chiangmai, prima a titolo temporaneo e successivamente a titolo definitivo. Nel 2020, dopo aver militato nel Nakhon Pathom Utd, si trasferisce al Trat

### Nazionale
Dal 2013 milita nella nazionale di calcio dell'Afghanistan, con cui si aggiudica, segnando nella finale contro India, la Coppa della federazione calcistica dell'Asia meridionale 2013.

## Statistiche

### Cronologia presenze e reti in nazionale
| Cronologia completa delle presenze e delle reti in nazionale ― Afghanistan | Cronologia completa delle presenze e delle reti in nazionale ― Afghanistan | Cronologia completa delle presenze e delle reti in nazionale ― Afghanistan | Cronologia completa delle presenze e delle reti in nazionale ― Afghanistan | Cronologia completa delle presenze e delle reti in nazionale ― Afghanistan | Cronologia completa delle presenze e delle reti in nazionale ― Afghanistan | Cronologia completa delle presenze e delle reti in nazionale ― Afghanistan | Cronologia completa delle presenze e delle reti in nazionale ― Afghanistan |
| Data                                                                       | Città                                                                      | In casa                                                                    | Risultato                                                                  | Ospiti                                                                     | Competizione                                                               | Reti                                                                       | Note                                                                       |
| -------------------------------------------------------------------------- | -------------------------------------------------------------------------- | -------------------------------------------------------------------------- | -------------------------------------------------------------------------- | -------------------------------------------------------------------------- | -------------------------------------------------------------------------- | -------------------------------------------------------------------------- | -------------------------------------------------------------------------- |
| 16-11-2023                                                                 | Doha                                                                       | Qatar                                                                      | 8 – 1                                                                      | Afghanistan                                                                | Qual. Mondiali 2026                                                        | -                                                                          | cap.                                                                       |
| Totale                                                                     |                                                                            | Presenze                                                                   | 1                                                                          |                                                                            | Reti                                                                       | 0                                                                          |                                                                            |

## Palmarès

### Nazionale

#### Competizioni internazionali
- Coppa della federazione calcistica dell'Asia meridionale: 1

2013